# スーパーホテル
株式会社スーパーホテル（英: SUPER HOTEL Co., Ltd.）は、ビジネスホテルチェーンを運営している日本の会社。本社所在地は大阪府大阪市西区。

## 概説
ホテル運営客室数は、2022年（令和4年）時点において日本で業界5位（東横イン、アパグループ、ルートインジャパン、マイステイズ・ホテル・マネジメントに次ぐ）である。
2021年8月現在、北海道の北見市・釧路市から沖縄県の石垣市まで166店舗。海外では、ミャンマーのティラワとベトナムのハノイの2店舗がある。
徹底された費用削減により、前払いで1泊朝食付き5,000円前後からの低料金を設定している。立地条件や季節により1泊4,480円を設定しているホテルもある。低料金実現のため徹底的なコストダウンを図っており、フロントは直営社員・夫婦などで経営している場合が殆どで、のれん分け制度を導入しているが、7:00 - 10:00と15:00 - 24:00の運営時間以外は対応していない。
また、秋田県・群馬県・石川県・和歌山県・佐賀県・長崎県は未出店であるが、このうち石川県については2020年9月に金沢市に第1号店を出店することが決定した。
独立開業を志す方のためにSuper Dream Projectプログラムとして、約50日間の研修と4年間の店舗運営の組み合わせを実施していて、ミャンマーに日本語学校兼養成学校であるスーパーホテル・ホスピタリティ・アカデミー・ミャンマー（SHHAM）を開設した。

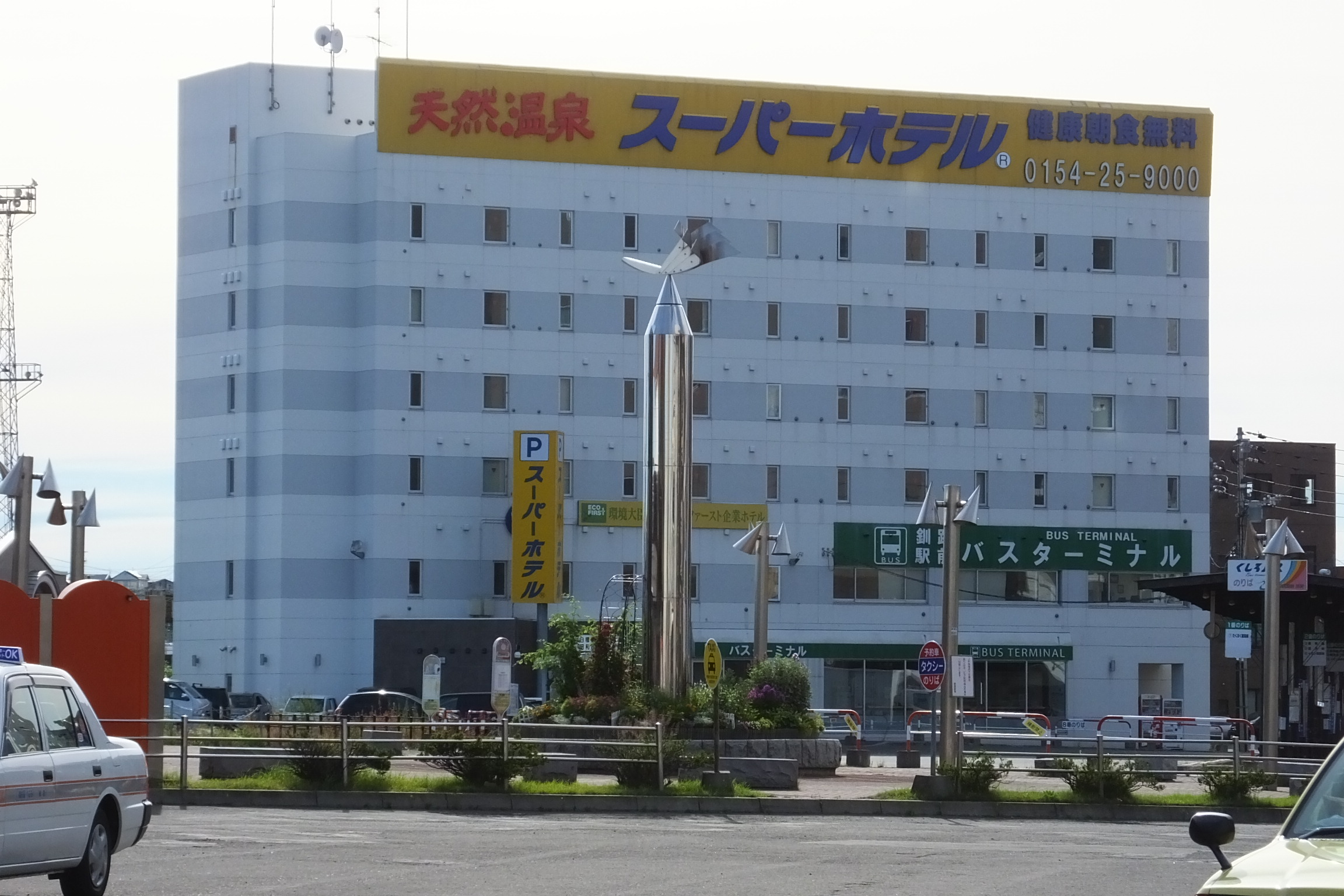
天然温泉付きの「丹頂の湯 スーパーホテル釧路」
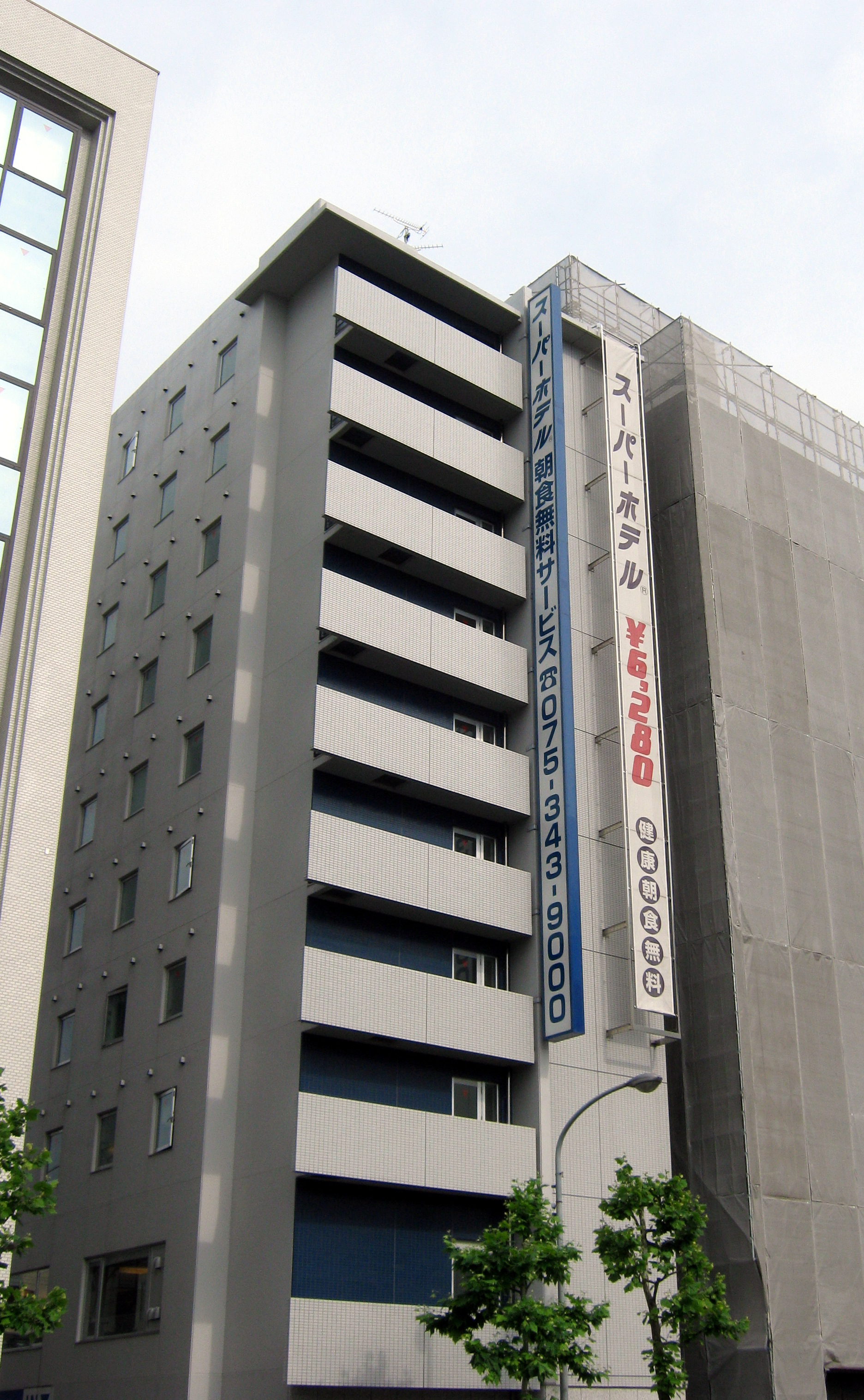
スーパーホテル京都・烏丸五条
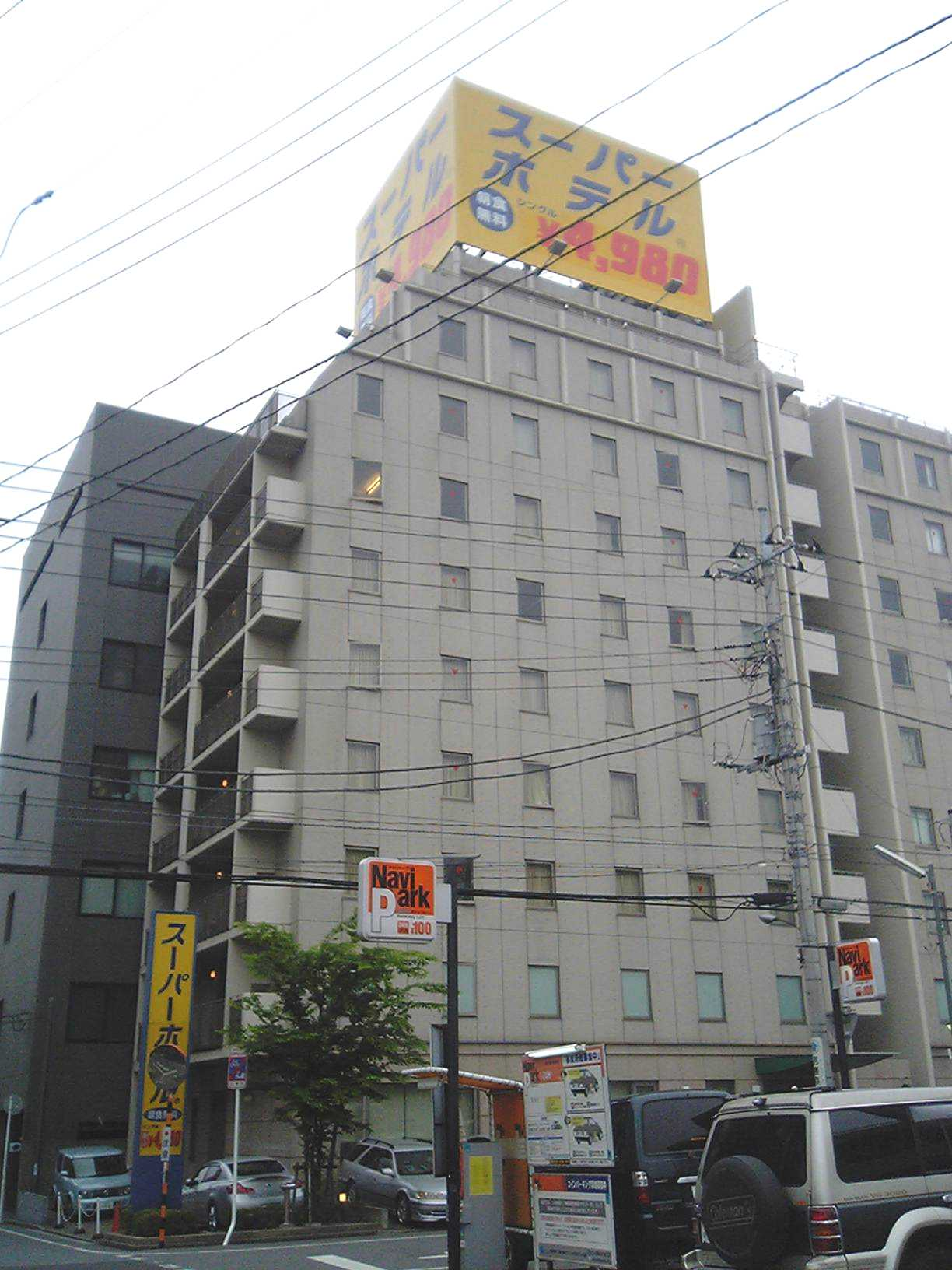
スーパーホテル千葉駅前
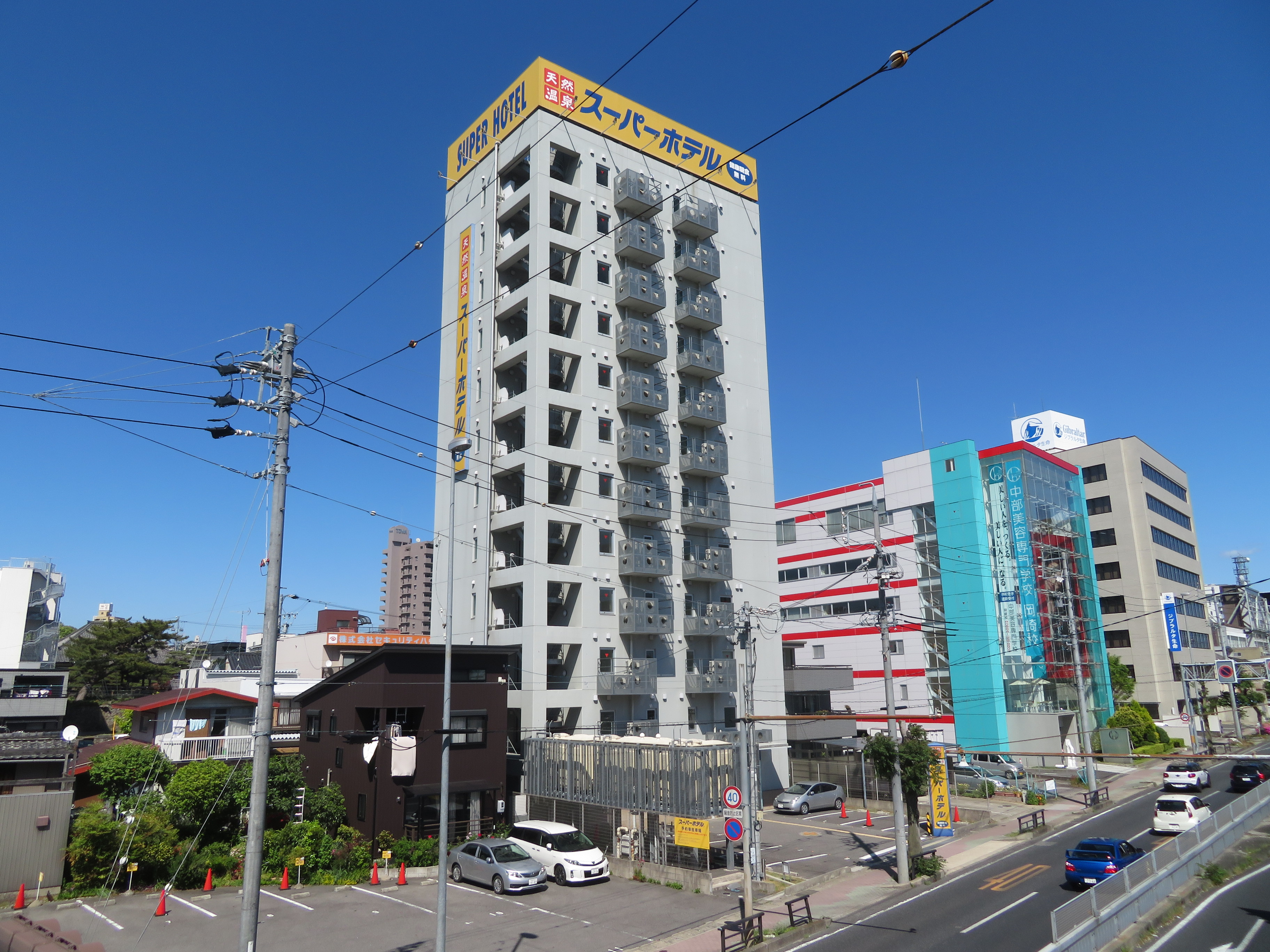
スーパーホテル岡崎

## 特徴

### 電話番号
- 一部の店舗を除き電話番号の下4桁が9000となっている。

### 支払
- フロント従業員はタブレット端末に内蔵している宿泊者名簿のデータ入力を依頼するだけで、現金支払では自動支払機による事前精算である。支払うことによりレシート状の領収証が発券され、これに部屋の暗証番号が記入してあり、客室鍵となる。そのため、チェックアウト時の手続きは基本的に不要。ただし、クレジットカード支払ではフロント従業員を介したものとなり、上記の領収証は、従業員により発券される。

### 客室
- カード式、暗証番号式のオートロック。
- ベッドは、セミダブルベッド。ベッドに足が無く、ベッド下の清掃コストを削減する一方、利用者が天井を高く感じることができる。
- 最大3名で利用できる特徴的な客室（スーパールーム）が存在する。居室の大きさはシングルルームの大きさであるが、セミダブルベッドに1人、そのベッド上のロフトベッドを使うことにより2名、更にソファーベッドを用いて最大3名の利用が可能となる。LOHAS・JR奈良駅ではベッドの下からエクストラベッドを引き出す形式。一部はソファーベッドとセミダブルベッドの代わりにダブルベッドを用いて3人可能としている店舗もある。（横浜関内店など）
- 睡眠に特化した「ぐっすりルーム」もあるホテルもある。
- フロントには快眠コーナーがあり、パジャマや種類の多い快眠枕（先着順・一部店舗ではじぶんまくらと共同開発したオリジナル快眠枕を導入）や女性向けスキンケア用品（一部店舗では男性向けスキンケア用品）が用意されている。
- テレビは無料。BS放送も視聴できる。最新洋画・邦画・アダルトの有料放送は、1回1,000円の暗証番号の書かれたシートの購入により視聴可能。
- 全店舗で、客室にインターネット用のRJ-45コネクタを備える。一部の店舗では1Gbpsの高速インターネットが利用できる。
- 客室に電話を備えない。そのため、モーニングコールも不可能。

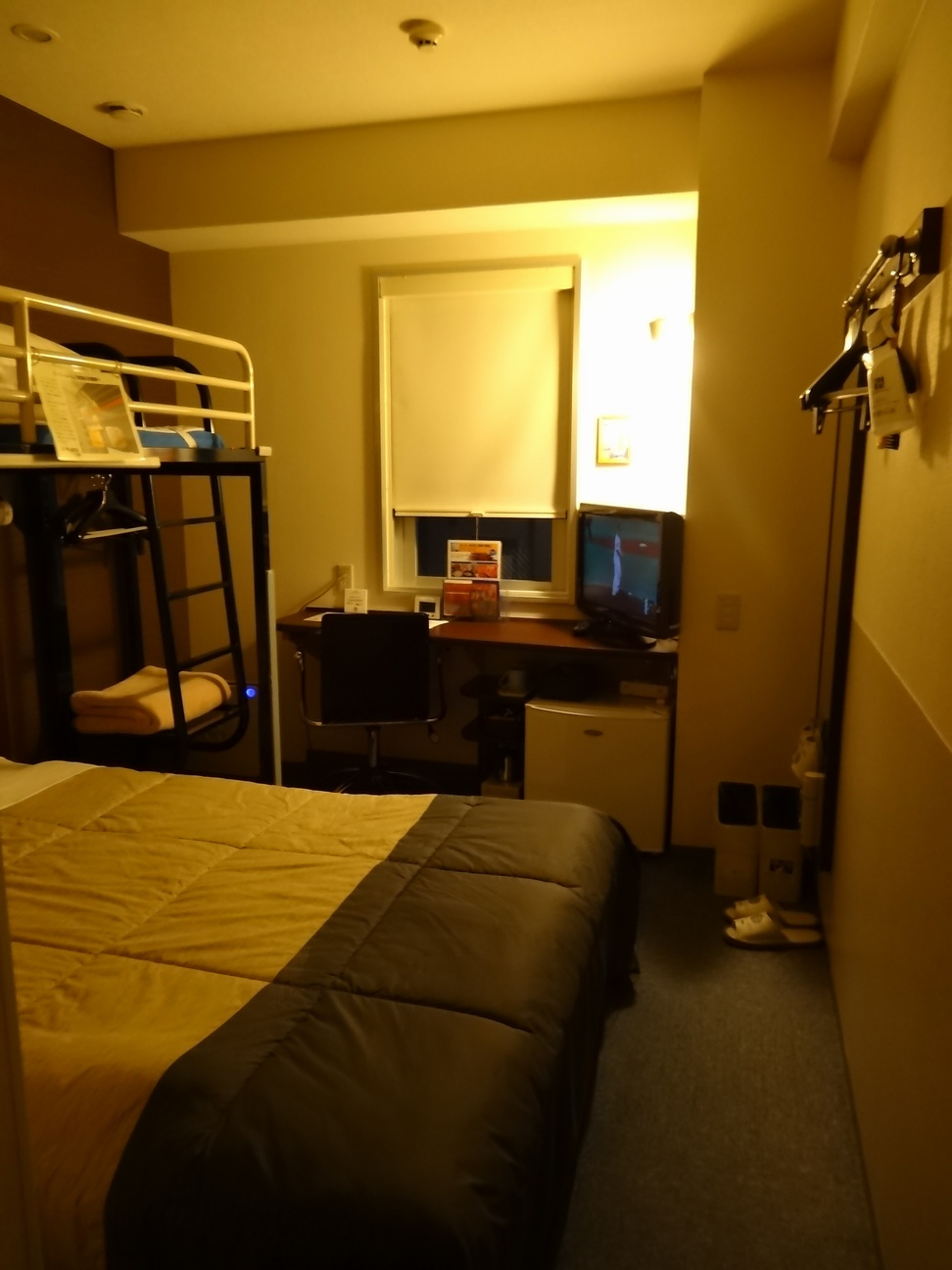
客室一例（スーパーホテル那覇・新都心のスーパールーム）
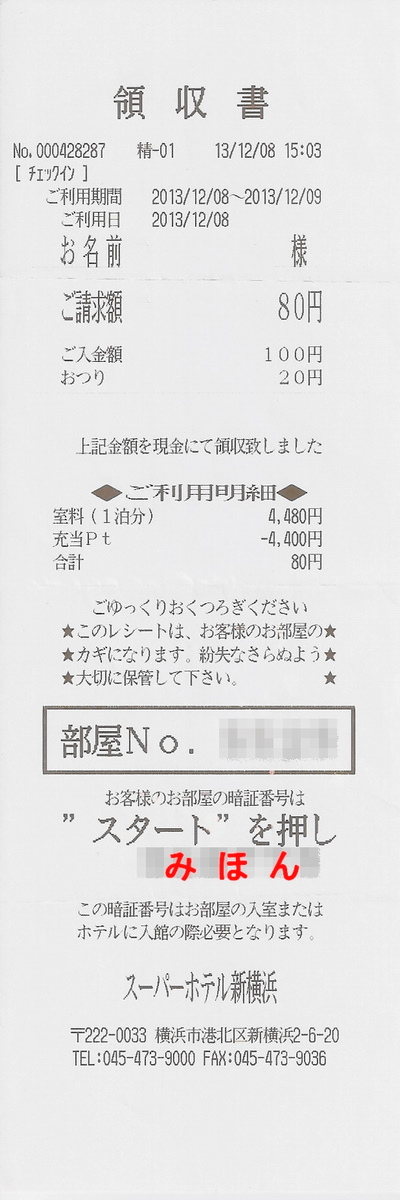
自動チェックイン機領収書一例 部屋番号および暗証番号が記載される
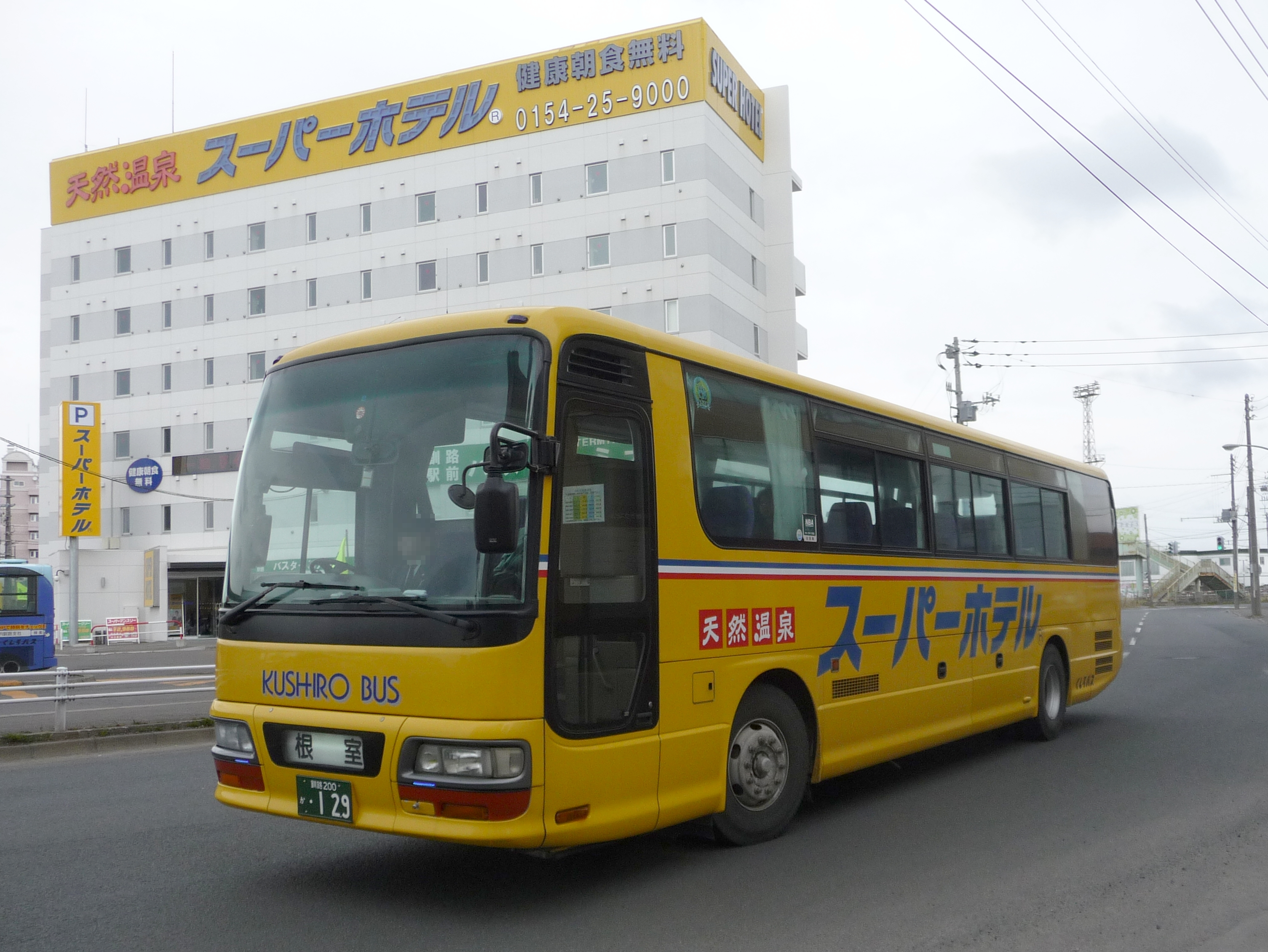
スーパーホテル釧路駅前店舗と、くしろバスの広告バス

### 快眠へのこだわり
- 大阪府立大学と共同で「ぐっすり研究所」を設立し、科学的な裏付けとともに、快眠へのこだわりを追求し続けている。

### 無料朝食
- テーブル式の食堂で、ほとんどの店舗でパンとコーヒー、おにぎり、みそ汁やサラダ、おかずを揃えるなど朝食を設定している。セルフサービスによるバイキングで提供（健康朝食）。
- 一部店舗（特に首都圏の店舗が中心）では、パンとコーヒーのコンチネンタル朝食（健康パン朝食）。
- 一部店舗では実施していない（大阪天然温泉・Lohas地下鉄四つ橋線本町24号口（現・Premier地下鉄四つ橋線本町24号口）・Lohas東京駅八重洲中央口（現・Premier東京駅八重洲中央口）・Premier銀座・東京浜松町など。有料制500 - 1,000円前後。Lohas池袋駅北口・Lohas武蔵小杉駅前（現・Premier武蔵小杉駅前）は2019年10月より、LohasJR奈良駅前・Lohas博多駅前筑紫口は同年11月より有料制に移行）。

### バータイム
- 一部店舗ではチェックイン後のウェルカムサービスとしてジュース・コーヒー・アルコール類が飲み放題、おつまみ類が食べ放題のバータイムを提供している。

### 浴室
- 基本的には3点ユニットである。
- 一部にはかけ流しや加熱・循環の天然温泉や人工炭酸泉装置を備えた店舗が存在する。湯田温泉は有料制で200円。
- 大浴場は一つしかないところが多く、時間帯による男女交代制を実施している。
- 健康イオン水を客室の飲用・浴用に使用している。

### 館内
- コスト削減のため廊下・エレベーター等ではエアコンが稼動していない。
- 全店舗に支配人専用の居住スペースが完備されている。スペースの都合上、子供は小学生以上で尚且つ1人まで同居可能。

### 各種割引
各ホテル毎に割り引き料金を設定しているが一部の店舗は合宿免許専用教習所との提携で合宿免許プランを提供している。
- マンスリープラン（30日連続宿泊）
- ウィークリープラン（1週間連続宿泊）
- 学割（高校生以上/一部店舗）
- 公式サイト予約特典（ベストレート保証）
- ゴールデンエイジプラン（60歳以上/月・金・日・祝日限定）

### 特別なコンセプトの施設
- 静岡県富士市と香川県高松市には全室禁煙の禁煙館が存在する。
- 2009年3月新コンセプトホテル「スーパーホテルLOHAS」JR奈良駅をオープンした。2013年8月オープンのスーパーホテルLohas東京駅八重洲口（現・スーパーホテルPremier東京駅八重洲口）、2013年9月リニューアルオープンのスーパーホテルLohas熊本天然温泉、2015年3月オープンのスーパーホテルLohas赤坂、2016年4月オープンのスーパーホテルLohas地下鉄四つ橋線・本町24号口（現・スーパーホテルPremier大阪・本町）、2017年8月オープンのスーパーホテルLohas博多駅・筑紫口天然温泉、同年11月オープンのスーパーホテルLohas武蔵小杉駅前（現・スーパーホテルPremier武蔵小杉駅前）がそれに続く。
- 2018年10月に高級ラインである「スーパーホテルPremier」銀座をオープンした。2019年2月に改称したスーパーホテルPremier大阪・本町（旧スーパーホテルLohas地下鉄四つ橋線・本町24号口）、同年4月に改称したスーパーホテルPremier東京駅八重洲口（旧スーパーホテルLohas東京駅八重洲口）、同年8月オープンのスーパーホテルPremier帯広駅前、同年10月に改称したスーパーホテルPremier武蔵小杉駅前（旧スーパーホテルLohas武蔵小杉駅前）、同年10月にオープンのスーパーホテルPremier秋葉原とスーパーホテルPremier下関、同年12月オープンのスーパーホテルPremier宮崎一番街とスーパーホテルPremierさいたま・大宮駅東口、2020年9月オープン予定のスーパーホテルPremier金沢駅東口がそれに続く。
- 三重県松阪市には敷地内に焼き肉レストランである一升びんを併設している。
- 新潟県妙高市には道の駅・ハイウェイオアシスの一部として設置している。

### 注意事項
- 10時-15時まではフロントが閉まっているため、15時以前のチェックインはできない（一部を除く）。また、24時-翌朝までも同様に閉まるので、暗証番号を忘れると入館ができず、チェックインもできない。この場合、緊急時と同様に、コールセンターの対応となる。
- 連泊の場合も一部のプランを除き、10時-15時まで館内滞在不可。

## 不祥事
- 2014年の消費税率引き上げ後、業務委託したホテルの支配人ら個人事業主に増税分を上乗せした委託料を支払わなかったのは消費税転嫁法違反（買いたたき）に当たるとして、2017年2月22日、公正取引委員会は再発防止策を講じるよう勧告した。

## グループ会社・団体
- 株式会社スーパー・コート ... 大阪の有料老人ホーム
- 社会福祉法人 聖稜福祉会
- 株式会社スタッフ満足
- イキイキ介護スクール
- 医療法人 思温会 思温クリニック
- 長寿いきいき研究所
- 株式会社スーパーホテルクリーン

## メディア
以下の各テレビ番組にて、同社の特集が取り上げられた。
- テレビ東京『日経スペシャル ガイアの夜明け』 お泊まりにいらっしゃい～ホテル業界に新風…独自発想で挑む～ ... 2009年8月4日[4] - 「眠り」で差別化を図るビジネスホテルの闘いを取材。
- テレビ東京『日経スペシャル カンブリア宮殿』 いらないことはきっぱりやめろ! ～一泊4980円"捨てる経営"で 顧客満足度No.1ホテル～ ... 2011年7月21日[5]
- TBSテレビ『がっちりマンデー!!』 ... 2011年8月21日放送分
- テレビ東京『ネットで調べてもほとんど出てこない裏ニュース』...2014年12月8日

以下のWebメディアにて同社の取材記事が掲載されている。
- DIAMOND online「チェックアウト不要で合理化満載の「1泊4980円ホテル」スーパーホテル会長 山本梁介」 ... 2008年9月26日掲載
- 人財マガジン「この人に聞く - 株式会社スーパーホテル会長 山本梁介さん」 ... 2012年1月25日掲載
- 企業家倶楽部「スーパーホテルを支えるスタッフ 固い絆で結ばれた個性派集団 自律型感動人間の育成を目指す」 ... 2012年2月27日掲載
- 企業家倶楽部「スーパーホテル 編集長インタビュー」 ... 2012年4月10日掲載
- 企業家倶楽部「【第15回企業家賞記念講演・2】スーパーホテル会長 山本梁介氏」 ... 2013年9月13日掲載
- 現代ビジネス「社長の風景 スーパーホテル 山村孝雄」 ... 2014年3月27日掲載

## 書籍
- 『稼働率89%リピート率70%顧客がキャンセル待ちするホテルで行われていること スーパーホテルが目指す「一円あたりの顧客満足日本一とは?」』（著者:峰如之介） (2010年10月28日、ダイヤモンド社) ISBN 978-4-47800964-2
- 『1泊4980円のスーパーホテルがなぜ「顧客満足度」日本一になれたのか?』（著者:山本梁介）（2013年5月30日、アスコム）ISBN 978-4-77620784-9
- 『5つ星のおもてなしを1泊5120円で実現するスーパーホテルの「仕組み経営」』（著者:山本梁介 金井壽宏） (2014年5月7日、かんき出版) ISBN 978-4-76126996-8